# Куваева, Оксана Витальевна
Оксана Витальевна Куваева (род. 10 февраля 1977, Тольятти) — российская журналистка и телеведущая программы «Вести» на телеканале «Россия-1».

## Биография
Родилась 10 февраля 1977 года в Тольятти в семье учителя младших классов и водителя-испытателя АВТОВАЗа.
Окончила факультет журналистики Уральского государственного университета по специальности «Телевидение и радио».
Карьеру журналиста начала в качестве корреспондента новостей, а также ведущей на «ТВ ВАЗ - (Волжский автозавод)» в г. Тольятти, где проходила студенческую практику.
В качестве ведущего выпусков новостей в прямом эфире с 30 мая 1997 года на телеканале «АТН» г. Екатеринбург.
В 2001 году перешла на «Четвёртый канал» Екатеринбурга, где проработала до октября 2007 года.
Ведущая федеральных выпусков программы «Вести» с октября 2007 года по настоящее время. В 2013 году до переформатирования в Вести в 23:00 вела также авторские выпуски Вестей+.

## Личная жизнь
Замужем, воспитывает двух сыновей: Романа (2003) и Георгия (2004).

## Награды и премии
Лауреат конкурса ТЭФИ-Регион в номинации «Лучшая ведущая информационной программы» («Новости. Итоги дня», телекомпания «4 канал», г. Екатеринбург).